# Ambassade van Venezuela in Suriname
De ambassade van Venezuela in Suriname staat in Paramaribo.
De ambassade werd binnen een jaar sinds de Surinaamse onafhankelijkheid geopend. Suriname had zelf binnen een maand een ambassade in Caracas.
In 2017, tijdens de economische en politieke crisis in Venezuela, werd de ambassade sterk ingekrompen en personeel afgevloeid.

## Ambassadeurs
Het volgende overzicht is niet compleet.
| Ambassadeur                 | start        | vertrek       | opmerking |
| --------------------------- | ------------ | ------------- | --------- |
| Francisco Milano del Pretti | circa 1976   | oktober 1979  |           |
| Humberto Rumbos             | eind 1979    |               |           |
| Francisco Simanças          | ≤ 2006       | 2009/2010     |           |
| Thais Romero Ferrer         | ≤ 2012       | ≤ 2013        |           |
| Olga Díaz Mártinez          | 2013         | november 2019 |           |
| Ayerim Flores Rivas         | januari 2020 |               |           |